# Niederöblarn Airport
Niederöblarn Airport (tyska: Flugplatz Niederöblarn) är en flygplats i Österrike.   Den ligger i distriktet Liezen och förbundslandet Steiermark, i den centrala delen av landet, 200 km väster om huvudstaden Wien. Niederöblarn Airport ligger 652 meter över havet.
Terrängen runt Niederöblarn Airport är kuperad åt sydost, men åt nordväst är den bergig. Niederöblarn Airport ligger nere i en dal. Runt Niederöblarn Airport är det ganska glesbefolkat, med 25 invånare per kvadratkilometer.. Närmaste större samhälle är Liezen, 19,6 km nordost om Niederöblarn Airport. 
I omgivningarna runt Niederöblarn Airport växer i huvudsak blandskog.